# Tre Valli Varesine 2012
La Tre Valli Varesine 2012, novantaduesima edizione della corsa e valida come evento dell'UCI Europe Tour 2012 categoria 1.HC, si svolse il 18 agosto 2012 su un percorso di 198,47 km. Fu vinto dal canadese David Veilleux che terminò la gara in 4h59'35", alla media di 39,751 km/h.
Su 126 partenti, solo 31 corridori portarono a termine la corsa.

## Squadre partecipanti
| N.    | Cod. | Squadra                      |
| ----- | ---- | ---------------------------- |
| 1-8   | AND  | Androni Giocattoli-Venezuela |
| 11-18 | MOV  | Movistar Team                |
| 21-28 | EUC  | Team Europcar                |
| 31-38 | LAM  | Lampre-ISD                   |
| 41-48 | COL  | Colombia-Coldeportes         |
| 51-58 | COG  | Colnago-CSF Inox             |
| 61-68 | FAR  | Farnese Vini-Selle Italia    |
| 71-78 | ASA  | Acqua & Sapone               |

| N.      | Cod. | Squadra                       |
| ------- | ---- | ----------------------------- |
| 81-88   | RVL  | RusVelo                       |
| 91-98   | UNA  | Utensilnord-Named             |
| 101-108 | LAN  | Landbouwkrediet-Euphny        |
| 111-118 | TSV  | Topsport Vlaanderen-Mercator  |
| 121-128 | ACC  | Accent Jobs-Willems Veranda's |
| 131-138 | CSS  | Champion System               |
| 141-148 | SPI  | SpiderTech powered by C10     |
| 151-158 | IDE  | Team Idea                     |

## Ordine d'arrivo (Top 10)
| Pos. | Corridore          | Squadra        | Tempo    |
| ---- | ------------------ | -------------- | -------- |
| 1    | David Veilleux     | Team Europcar  | 4h59'35" |
| 2    | Andrea Palini      | Team Idea      | a 1'06"  |
| 3    | Danilo Di Luca     | Acqua & Sap.   | s.t.     |
| 4    | François Parisien  | SpiderTech-C10 | s.t.     |
| 5    | Luca Wackermann    | Lampre-ISD     | s.t.     |
| 6    | Ángel Madrazo      | Movistar Team  | s.t.     |
| 7    | Francesco Reda     | Acqua & Sap.   | s.t.     |
| 8    | Paolo Bailetti     | Utensilnord    | s.t.     |
| 9    | Thomas Voeckler    | Team Europcar  | s.t.     |
| 10   | Domenico Pozzovivo | Colnago        | s.t.     |